# Lavagno
Lavagno és un comune (municipi) de la província de Verona, a la regió italiana del Vèneto, situat a uns 90 quilòmetres a l'oest de Venècia i a uns 12 quilòmetres a l'est de Verona.
A 1 de gener de 2020 la seva població era de 8.561 habitants.
Lavagno limita amb els següents municipis: Caldiero, Colognola ai Colli, Illasi, Mezzane di Sotto i San Martino Buon Albergo.